# Syring
En syring eller skrædderring er en ring, der placeres på langfingeren kan benyttes ved syning i hånden i stedet for et fingerbøl. Skrædderringen har traditionelt været benyttet af mandlige skræddere. Ringen, der normalt er af jern, er bred og forsynet med fordybninger svarende til overfladen på et fingerbøl. Den anbringes på yderste led af langfingeren. Man kan nu fastholde nålen mellem pegefinger og tommelfinger og med en sideværts bevægelse af hånden presse nålen gennem stoffet. Det kan gøres hurtigere og med større kraft end hvis man skal bøje fingeren med et fingerbøl. Desuden er man mindre udsat for at udvikle slidgigt i fingrene.